# Universidade Politécnica da Catalunha
A Universidade Politécnica da Catalunha (Universitat Politècnica de Catalunya·BarcelonaTech em catalão e oficialmente), conhecida como UPC, é uma universidade pública da Generalidade da Catalunha, especializada nos domínios da arquitetura, das ciências e engenharia.
É a maior universidade técnica da Catalunha . Tem como objetivo a internacionalização, uma vez que é a maior universidade técnica do Estado espanhol em termos de número de alunos graduados internacionais, bem como a universidade espanhola com mais estudantes internacionais de mestrado. Ao contrário de outras universidades politécnicas do mundo, a UPC é uma universidade que aspira à excelência em todos os seus estudos, por isso tem convênios com as melhores universidades europeias.
Em 2011 ficou como a melhor universidade politécnica da Espanha e no número 87 do ranking mundial de universidades de engenharia e tecnologia de acordo com o ranking QS World University, bem como a primeira universidade europeia em mestrados Erasmus Mundus.